# Marian Romeyko
Marian Romeyko h. Ślepowron (ur. 1 lutego?/13 lutego 1897 w Olszanie, zm. 10 marca 1970 w Warszawie) – pułkownik dyplomowany pilot Wojska Polskiego, kawaler Orderu Virtuti Militari.

## Życiorys
Był synem ziemianina Albina i Stefanii z Sencków. Nauki pobierał w szkole handlowej w Zwinogródce, gdzie zdał maturę (1915). Po wybuchu I wojny światowej został powołany do odbycia służby w armii carskiej i przeniósł się do Aleksiejewskiej Wojskowej Szkoły Inżynieryjnej w Kijowie, którą opuścił w stopniu chorążego. Po służbie w twierdzy Sveaborg (dziś: Suomenlinna, Finlandia) walczył w Armii Imperium Rosyjskiego jako podporucznik i później porucznik na froncie bałtyckim koło Rygi i otrzymał jako dwudziestolatek wysokie odznaczenie, Order Świętej Anny III kl. z mieczami i „s bantom na ljentje” – z kokardą na wstędze. Po wybuchu rewolucji bolszewickiej 22 listopada 1917 wstąpił do I Korpusu gen. Józefa Dowbor-Muśnickiego, gdzie służył do 14 marca 1918, potem zaś służył w polskich formacjach na wschodzie.
Po odzyskaniu niepodległości przez Polskę wstąpił do odrodzonego Wojska Polskiego, w czerwcu 1919 roku ukończył Francuską Szkołę Pilotów na Mokotowie. Podczas wojny bolszewickiej służył w 3 eskadrze wywiadowczej. W drugiej połowie lipca 1920 roku, w załodze z por. obs. Tadeuszem Zawadzkim, przez kilkanaście dni wykonywał loty na rzecz szefa lotnictwa frontu. 9 sierpnia, w załodze z ppor. obs. Józefem Sieczkowskim, wykonał lot rozpoznawczy podczas którego ustalił, że 3 Dywizja Piechoty Legionów oderwała się od nieprzyjaciela i przeszła w rejon Chełma oraz zrzucił rozkazy dla dowództwa dywizji. Lot został wykonany na niesprawnym samolocie Breguet XIV z uszkodzonym zbiornikiem paliwa i załoga była zmuszona lądować przymusowo w drodze powrotnej.
24 lipca 1920 na rozkaz szefa Sztabu 4 Armii przeprowadził rozpoznanie na trasie Garwolin – Stoczek Łukowski – Maciejowice oraz atakował tabory Armii Czerwonej z niskiej wysokości. 16 sierpnia przeprowadził rozpoznanie w rejonie Maciejowic, Garwolina i Żelechowa. Następnego dnia wykonał długi lot na trasie Stoczek – Bokobrody – Międzyrzecz – Siedlce – Łuków podczas którego szczegółowo wyjaśnił położenie oddziałów polskich i nieprzyjaciela. 18 sierpnia, w trudnych warunkach atmosferycznych przeprowadził szczegółowe rozpoznanie na trasie Węgrów – Sobolów – Drohiczyn oraz atakował tabory nieprzyjaciela z niskiego pułapu. Zebrane przez niego informacje pozwoliły dowództwu 4 Armii przygotować kontratak i odciąć tabory bolszewickie w Drohiczynie.

„Za loty bojowe w okolicy Kijowa i Szepietówki, a następnie podczas ofensywy znad Wieprza i bitwy nad Niemnem, otrzymał Order Virtuti Militari”.

Jesienią 1920 roku, w składzie 3 eskadry wywiadowczej, brał udział w kampanii wileńskiej. W listopadzie 1921 wstąpił do Wyższej Szkoły Wojennej, którą ukończył w 1923. Pełnił służbę w Oddziale II Sztabu Generalnego w Warszawie. W lutym 1924 został przydzielony do Dowództwa Okręgu Korpusu Nr III w Grodnie. 1 grudnia 1924 awansował na majora ze starszeństwem z 15 sierpnia 1924 i 29. lokatą w korpusie oficerów aeronautycznych. Z dniem 1 maja 1926 roku wyznaczony został na stanowisko dowódcy I dywizjonu w 3 pułku lotniczym w Poznaniu. W lutym 1927 został przeniesiony do kadry oficerów lotnictwa z równoczesnym przydziałem do Oddziału III Sztabu Generalnego. Po przejęciu przez gen. Tadeusza Kutrzebę stanowiska komendanta Wyższej Szkoły Wojennej (1929), został wykładowcą taktyki lotnictwa na tej uczelni. Już przedtem odbył liczne podróże zagraniczne, zapoznając się z lotnictwem włoskim, francuskim i czechosłowackim. Na stopień podpułkownika został mianowany ze starszeństwem z 1 stycznia 1936 i 1. lokatą w korpusie oficerów lotnictwa. W tym samym roku wyznaczony został na stanowisko dyrektora nauk Wyższej Szkoły Lotniczej w Warszawie. W latach 1928–35 był początkowo zastępcą, a następnie redaktorem naczelnym Przeglądu Lotniczego, miesięcznika o tematyce wojskowej, ukazującego się w latach 1928–1939 z inicjatywy Sekcji Lotniczej Towarzystwa Wiedzy Wojskowej, a następnie Dowództwa Lotnictwa Ministerstwa Spraw Wojskowych.
Od kwietnia 1938 do maja 1940 Romeyko piastował funkcję attaché wojskowego, lotniczego i morskiego w Ambasadzie RP w Rzymie i jako taki pomagał w ewakuacji Polaków przez Włochy po klęsce wrześniowej. W styczniu 1942 Romeyko („Mak”) przejął po ewakuowanym do Anglii majorze Wincentym Zarembskim („Tudor”) kierownictwo polsko-francuskiej siatki wywiadowczej Réseau F-2.  Na przełomie 1942/1943 roku po licznych aresztowaniach dokonanych przez wywiad niemiecki Abwehrę i przez włoską OVRA, schronił się w Szwajcarii, gdzie nadal działał w wywiadzie polskim.
Po wojnie przebywał we Francji, USA, Maroku i Australii. Z przyczyn dość niezrozumiałych (prawdopodobnie ze względu na złą sytuację materialną na Zachodzie), Romeyko wrócił w 1967 roku do Polski. W 1968 roku Minister Obrony Narodowej awansował go na pułkownika.
Został pochowany na cmentarzu Wojskowym na Powązkach w Warszawie (kwatera B18-4-10).

## Życie prywatne
Był żonaty ze Stanisławą z Dąbrowskich (zm. 1974), również działającą w siatce Réseau F-2 i miał z nią dwóch synów: Jerzego i Tadeusza. Jego dalekim krewnym był radziecki i polski generał Aleksander Romeyko.

## Ordery i odznaczenia
- Krzyż Srebrny Orderu Wojskowego Virtuti Militari nr 2435[2][16] (8 kwietnia 1921)[17][18]
- Krzyż Walecznych (1921)[16][19][2]
- Złoty Krzyż Zasługi z Mieczami[20][2]
- Złoty Krzyż Zasługi (10 listopada 1928)[21][22]
- Medal Pamiątkowy za Wojnę 1918–1921[16]
- Medal Dziesięciolecia Odzyskanej Niepodległości[16]
- Brązowy Medal „Za zasługi dla obronności kraju”[20]
- Złota Odznaka Honorowa Ligi Obrony Powietrznej i Przeciwgazowej I stopnia[23]
- Polowa Odznaka Pilota nr 22 (11 listopada 1928)[24]
- Oficer Orderu Imperium Brytyjskiego (Wielka Brytania)[20][2]
- Oficer Orderu Gwiazdy Rumunii (Rumunia, 1929)[25][16]
- Kawaler Orderu Legii Honorowej (Francja)[20][2]
- Kawaler Orderu Lwa Białego (Czechosłowacja, 1930)[26][16]
- Order Orła Białego (Jugosławia)[16]
- Krzyż Wojenny (Francja)[20]
- Medal Zwycięstwa (Médaille Interalliée)[16]
- Medal 10 Rocznicy Wojny Niepodległościowej (Łotwa, 1929)[27][28]
- Order Świętej Anny III klasy z Mieczami (Imperium Rosyjskie)[29]

## Wybrane prace
- Pisma Mariana Romeyki (wybór).
- Taktyka lotnictwa, Warszawa 1936.
- Polska Lotnicza, Warszawa 1937.
- Przed i po maju, Wydawnictwo Ministerstwa Obrony Narodowej, Warszawa 1967.
- Wspomnienia o Wieniawie i o rzymskich czasach, Londyn 1969.